# 20331 Bijemarks
20331 Bijemarks è un asteroide della fascia principale. Scoperto nel 1998, presenta un'orbita caratterizzata da un semiasse maggiore pari a 2,7565365 UA e da un'eccentricità di 0,0384191, inclinata di 3,63937° rispetto all'eclittica.
È stato così chiamato in onore di Billie Jean Marks, studentessa statunitense finalista al concorso Intel Science Talent Search del 2004.